# Raben (Adelsgeschlecht)

Wappen derer von Raben

Raben, historisch auch Rabe oder Raaben, ist der Name eines mecklenburgischen Uradelsgeschlechts, das bereits mit dem Deutschen Orden nach Preußen gelangt ist und sich später auch in Dänemark und Württemberg ausbreiten und zu Ansehen gelangen konnte. Zweige der Familie bestehen bis heute fort.
Das Geschlecht ist nicht zu verwechseln mit den Raven aus dem Stargarder Land.

## Geschichte
Mit Ritter Hinricus Rauen, mit dem auch die Stammreihe der Familie beginnt, wurden die Raben am 11. Januar 1320 erstmals urkundlich.

### Mecklenburg
Der Ort Raben Steinfeld entlehnt seinen Namen dem Geschlecht, welches dort grundgesessen war; 1410 wurde der Name erstmals erwähnt, aber bereits um 1160 wurde eine frühe deutsche Burg am Ort gegründet. 1523 soll die Familie auch die Union der Landstände mitgezeichnet haben. Seit 1416 in Kirch Stück, Groß und Klein Trebbow, verkauften die Raben 1720 ihre letzten Anteile am Stammgut Stück, seinerzeit Raben-Stück genannt, das seit 1775 nach der späteren Besitzerfamilie von Barner den Namen Barner-Stück führt. Zu Beginn des 19. Jahrhunderts veräußerten die Raben auch Bussewitz, Rederank und Marxhagen. Nachfahren der Familie traten dann in württembergische Dienste, darunter der Offizier Ernst von Raben. Ein Nachkomme aus diesem Zweig, Ulrich von Raben, erwarb 1995 das oberbayerische Schloss Eichbichl.
Im Einschreibebuch des Klosters Dobbertin befinden sich sieben Eintragungen von Töchtern der Familien von Raben aus Rederang und Christiansholm von 1711 bis 1868 zur Aufnahme in das dortige adelige Damenstift. Im März 2012 wurde auf dem Klosterfriedhof Dobbertin die Grabplatte der am 7. Februar 1803 in Dobbertin verstorbenen Konventualin Nr. 283 Margaretha Hedewig von Raben freigelegt.

### Dänemark

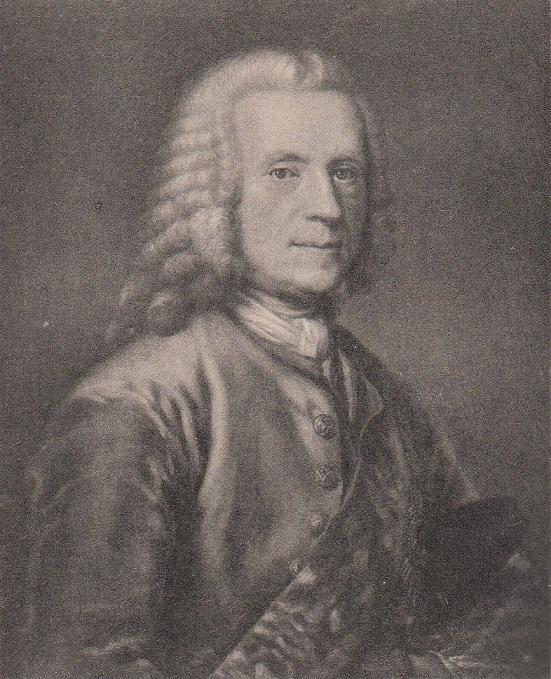
Christian Friedrich Raben, Graf von Christiansholm (1693–1773)

Spätestens mit Johann Otto von Raben (1646–1719), Sohn des schwedischen Oberst Victor Raben und Erbherr auf Stück, ist das Geschlecht in dänische Dienste eingetreten. Er war unter Regierung Friedrichs III. zunächst königlich dänischer Kammerjunker, dann Oberstleutnant und schließlich Hofmarschall. Nachdem er diese Würde ablegte, wurde er 1697 Geheimer Rat und erhielt das Amt Friedrichsburg auf Seeland, demittierte aber 1717 endgültig und zog sich nach Stück in Mecklenburg zurück. Er war mit Emerentia von Levetzau (1669–1746) aus dem Hause Restrup vermählt. Sie erwarb 1725 den Güterkomplex Ålholm und Bramslykke, mit der Insel Egholm, Stenvængegården und Bremersvold in Musse Herred, aus denen sie den Fideikommiss Christiansholm für ihren einzigen Sohn Christian Friedrich Raben (1693–1773) bildete. Dieser kaufte 1731 noch Kjærstrup in Fuglse Sogn hinzu und wurde am 26. März 1734 als Graf von Christiansholm in den dänischen Lehnsgrafenstand erhoben. 1724 wurde er Oberhofmeister der Kronprinzessin und späteren Königin Sophie Magdalene und 1733 Geheimer Rat sowie Ehrenmitglied der Gesellschaft der Wissenschaften. Mit seiner Gemahlin Berte Scheel von Plessen, einer Tochter des Geheimrats Christian Ludwig Scheel von Plessen, hatte er 13 Kinder.
Deren ältester Sohn starb früh; der zweite, Otto Ludvig Raben (1730–1791), königlich dänischer Kammerherr, erbte Christiansholm und den Grafentitel und wurde 1774 Geheimer Rat, der dritte Sohn, Sigfred Victor (1741–1819), nahm 1787 den Namen Raben-Levetzau an, als er den Besitz Restrup (in Aalborg, Nordjütland) erbte. Der vierte Sohn, Carl Adolph, kaufte 1775 die Güter Næsbyholm und Bavelse (die nur bis Anfang des 19. Jahrhunderts in der Familie blieben). Der jüngste Sohn, Frederik Sophus (1745–1820), erwarb 1774 die Güter Beldringe und Lekkende, die bis 1993 im Besitz der Familie waren; seine Nachfahren erbten ab 1787 Restrup und nannten sich Raben-Levetzau. Die Töchter heirateten dänische Adlige, darunter Sophie Hedevig den Hofmarschall Adam Gottlob von Moltke.
Die Grafschaft Christiansholm mit dem Hauptsitz Ålholm fiel in der nächsten Generation an Frederik Christian (1769–1838), einen Sohn von Otto Ludvig und bekannten Botaniker. Dieser hatte 12 Kinder, darunter den Lehnsgrafen Julius Raben (1804–1879), einen konservativen Parlamentarier. Als die Grafschaft Christiansholm nach ihm an Josias Raben-Levetzau auf Restrup (1796–1889) fiel, erhielt dieser 1881 auch den Lehnsgrafentitel. Ihm folgte sein Sohn, der dänische Außenminister Frederik Raben-Levetzau. Durch Allerhöchsten Entschluss vom 9. März 1904 führte der jeweilige Inhaber der Grafschaft Christiansholm den Grafentitel, der patrilinear an den jeweils ältesten Sohn weitergegeben wurde. Töchter hingegen führten nach dänischem Adelsrecht durchgängig den Comtessentitel, jüngere Söhne aber den Baronstitel. Baron Frederik Christopher Otto Raben-Levetzau war bis 1921 der Letzte der Familie, der auf Bramsløkke ansässig war.
Nach dem Tod des ehemaligen Außenministers im Jahr 1933 erbte sein ältester Sohn Siegfried den Titel, obgleich 1921 die Lehnsgrafschaft Christiansholm als gebundenes Vermögen aufgelöst worden war. Er verzichtete aber zugunsten seines jüngeren Bruders, Baron Johan, auf den Besitz von Ålholm mit Egholm und Bremersvold. Dieser hatte nationalsozialistische Sympathien, was zu einem Streit mit seinem ältesten Sohn Frederik Raben-Levetzau führte, weshalb dessen jüngerer Halbbruder Johan Otto (John) Raben-Levetzau die Besitze erbte. Dieser musste 1995 alles verkaufen, nachdem er mit Währungsspekulationen große Verluste erlitten hatte. Seine Tochter Nina Veronika hatte 1993 bereits das Gut Beldringe und der Sohn Frederik Ivan das Gut Lekkende verkauft. Johns Schwester Irene war mit dem Lehnsgrafen Tido Wedell auf Wedellsborg und Frijsenborg verheiratet.

## Besitz
Zum historischen Güterbesitz des Geschlechts gibt u. a. Ledebur einen knappen Anriss:
- In Mecklenburg: Bussewitz, Rederank, Marxhagen, Rogau, (Raben-)Steinfeld und (Raben-)Stück (heute Barner Stück)
- In Dänemark: Grafschaft Christiansholm (Aalholm, Bramslykke, Egholm, Stenvængegården), Bavelse, Beldringe,  Bremersvold, Kjærstrup, Lekkende, Schloss Liselund, Næsbyholm und Restrup

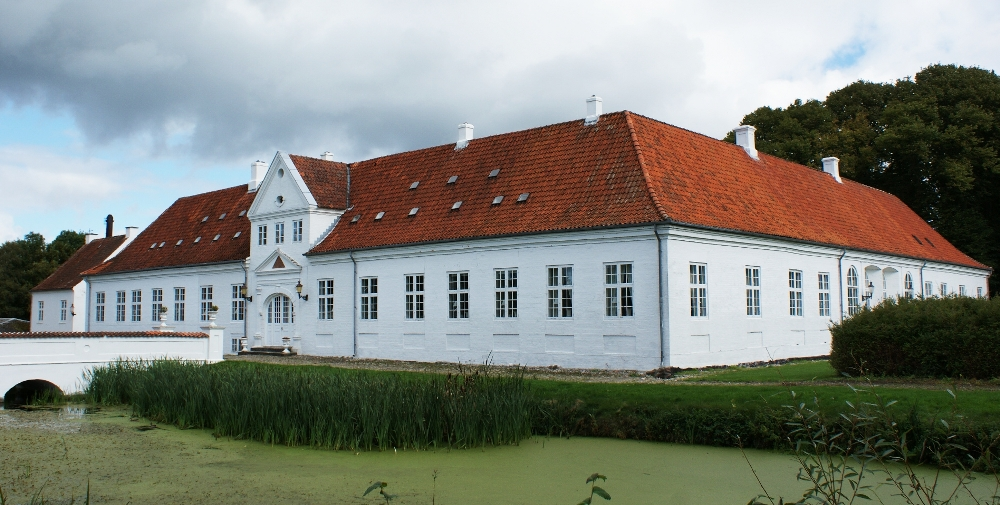
Restrup
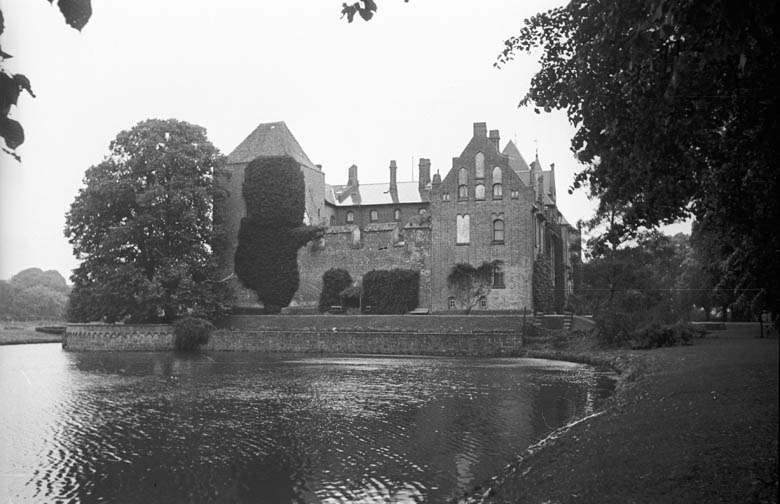
Ålholm
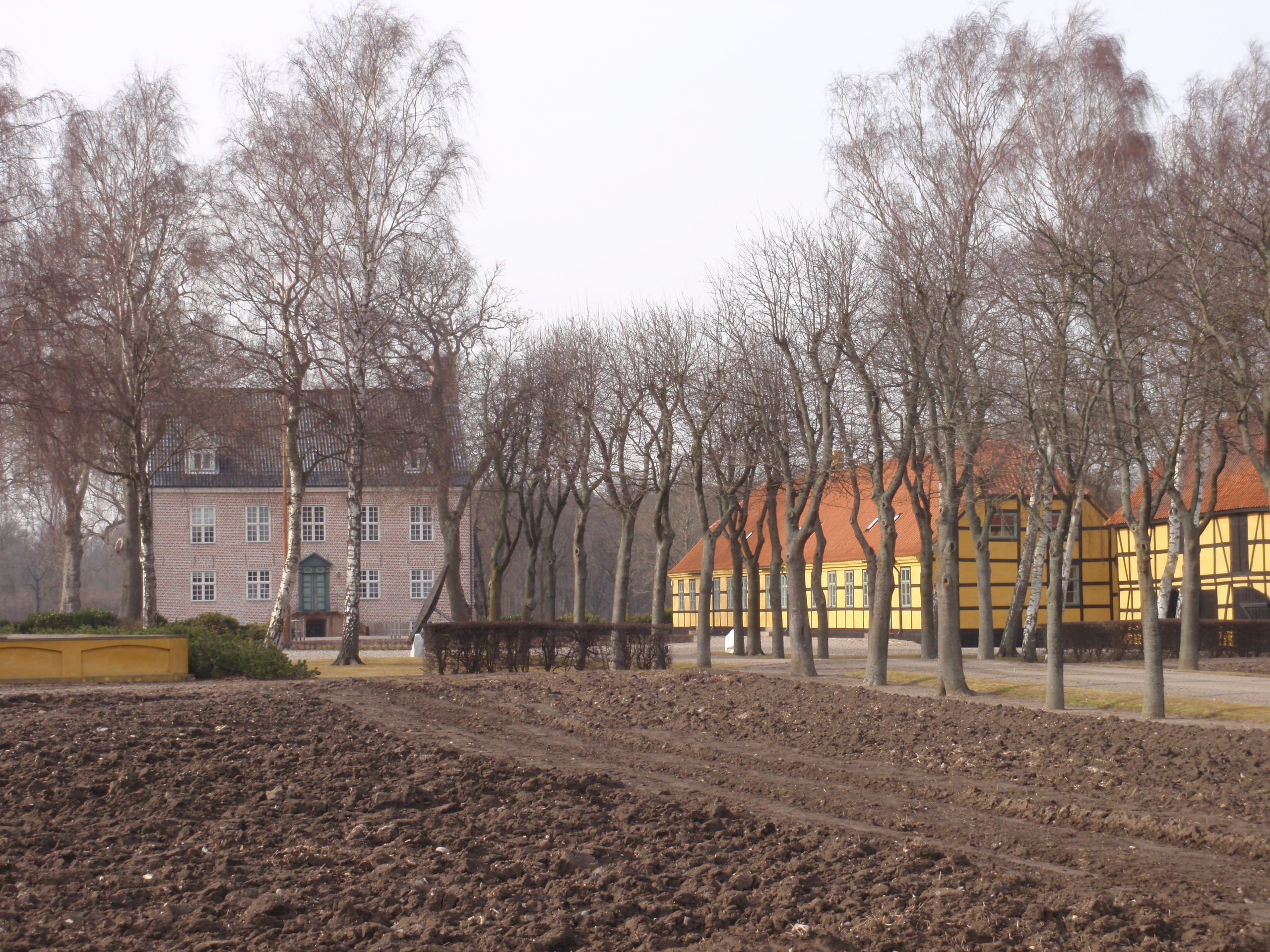
Bramsløkke
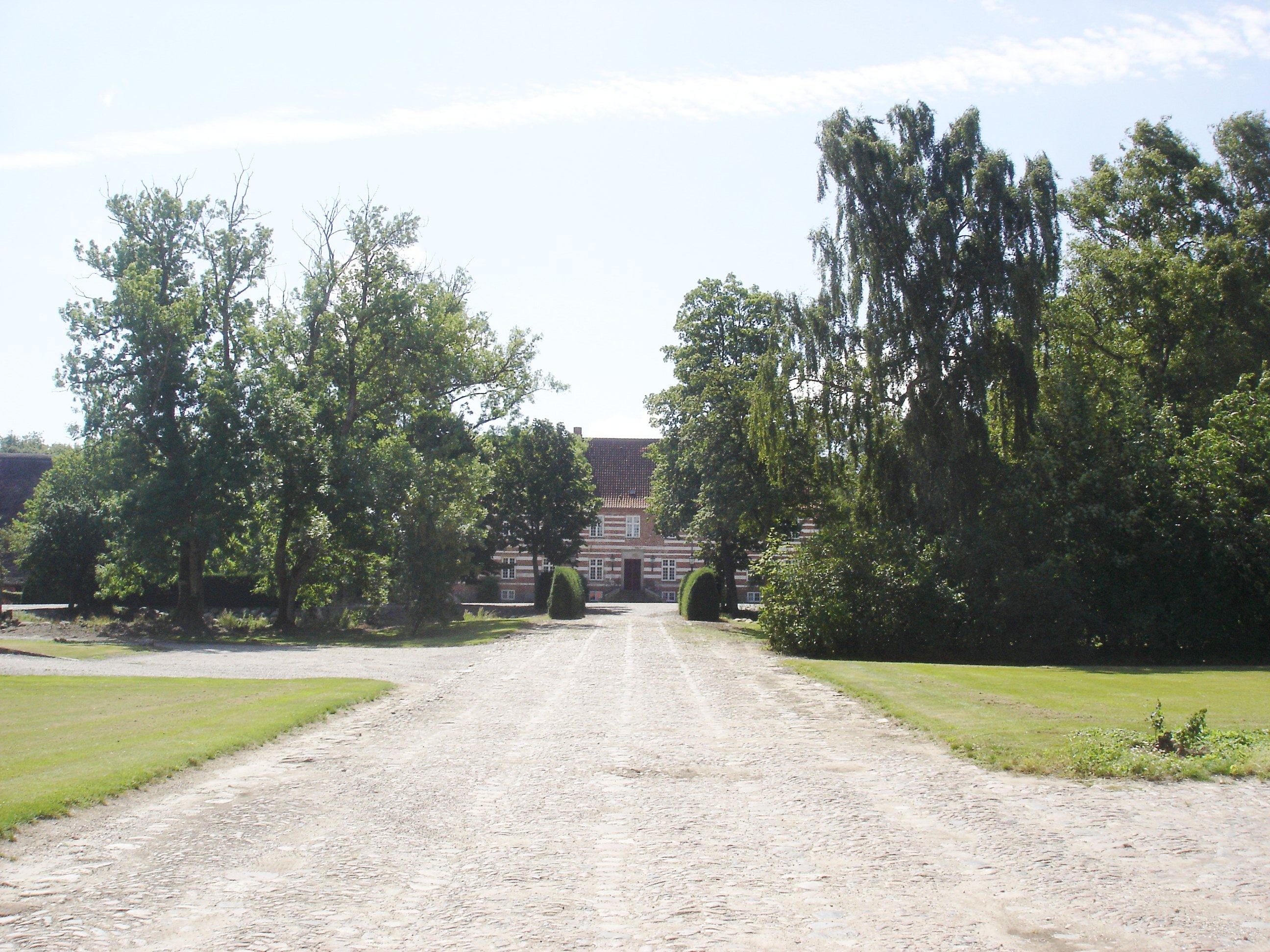
Beldringe
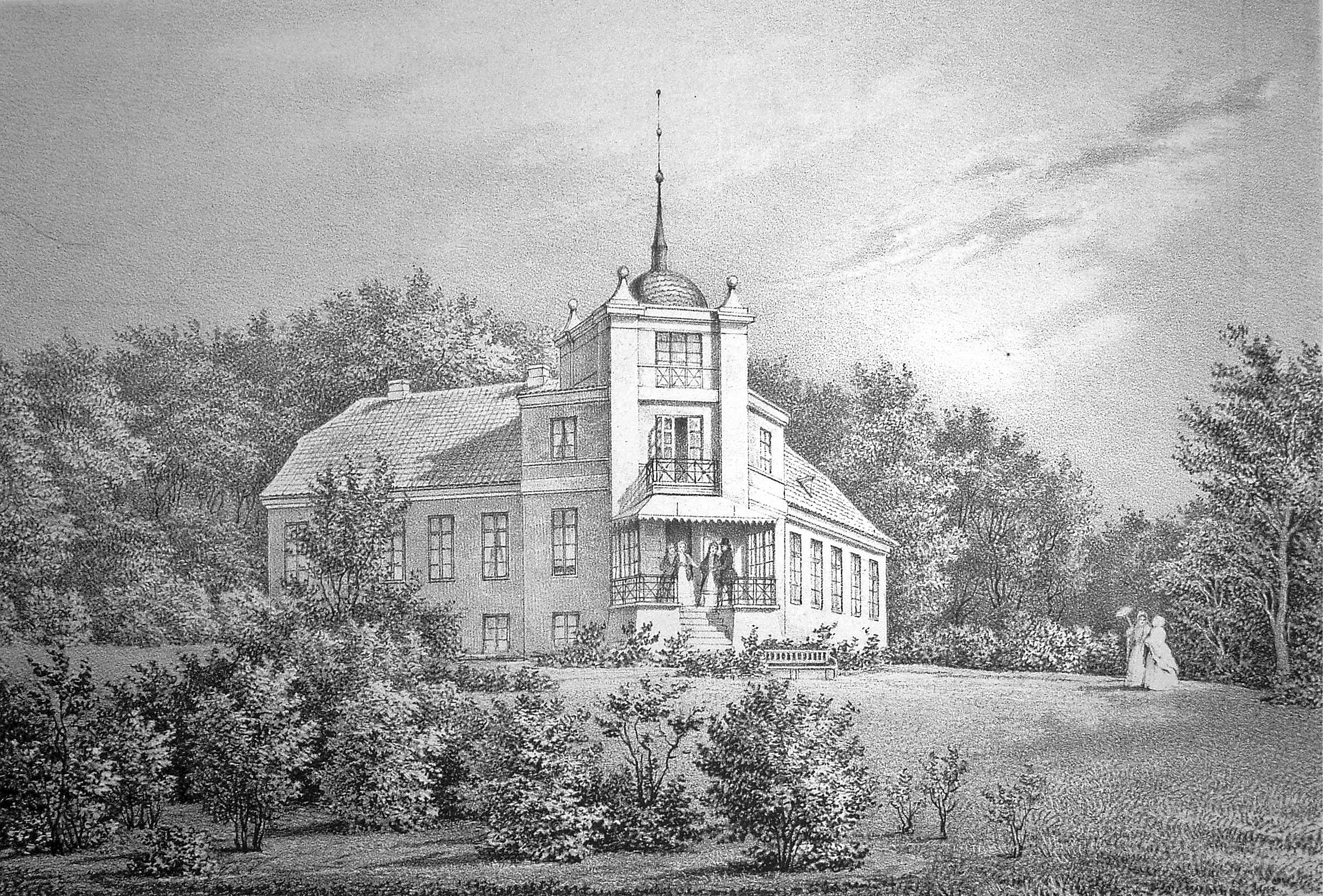
Lekkende

- In Bayern: Schloss Eichbichl, 1995 erworben

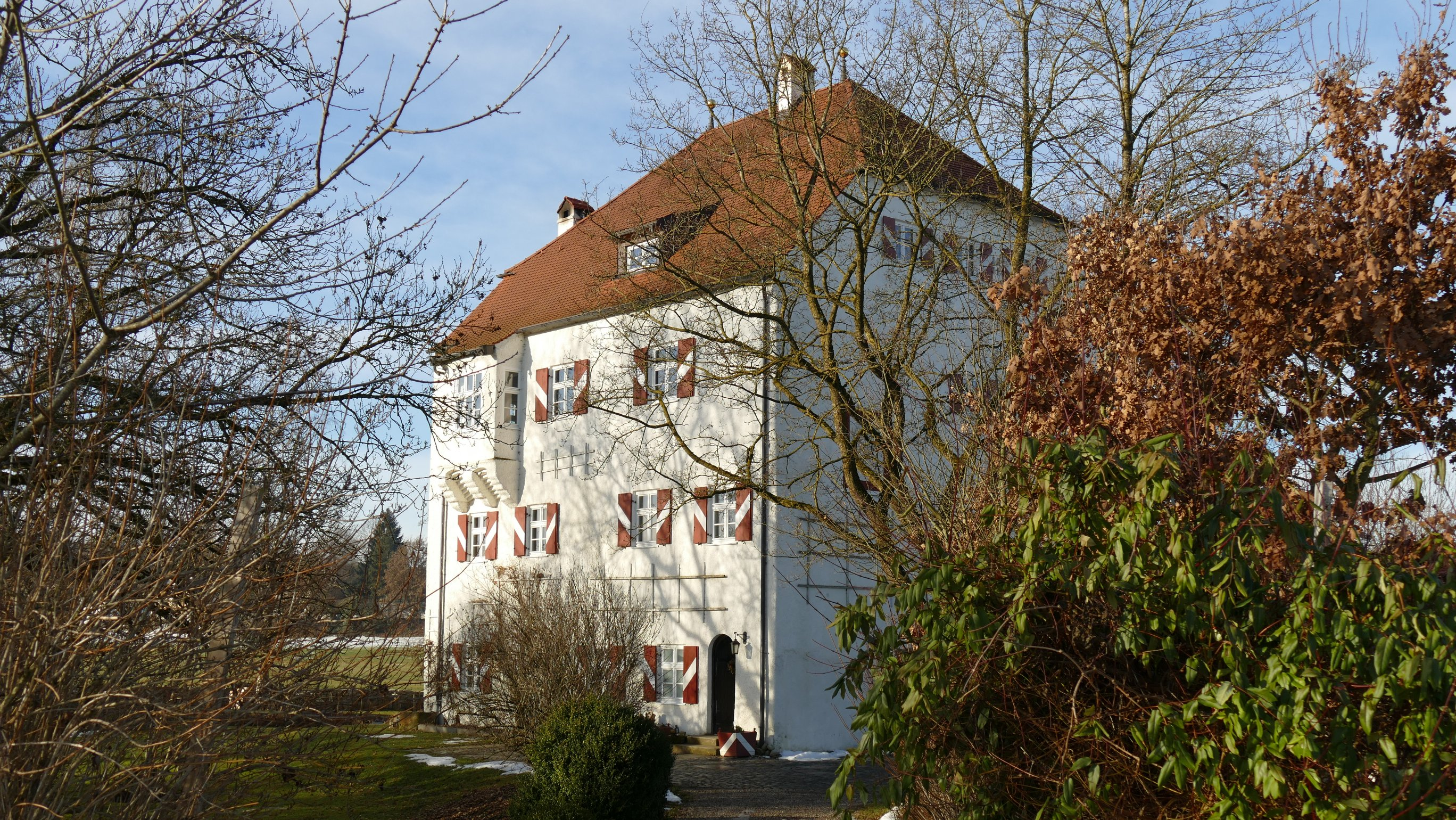
Schloss Eichbichl

## Wappen
- Das Stammwappen zeigt in Blau eine quergelegte, nach oben gekehrte halbe grüne Lilie. Auf dem Helm mit blau–goldenen Decken ein flugbereiter gekrönter schwarzer Rabe mit einem goldenen Ring im Schnabel.
- Wappen (1734, 1760): geviert und belegt mit einem gräflich gekrönten Herzschild, darin das Stammwappen; 1 und 4 in Silber ein rotes Gitter aus fünf spitzen Pfählen (Levetzau), 2 u. 3 in Gold ein schreitender zweischwänziger schwarzer Stier (Plessen). Drei Helme: auf dem rechten Helm mit rot-silbernen Decken das halbe, hier querliegende Schildbild vor fünf natürlichen Pfauenfedern (Levetzau); in der Mitte der Helm des Stammwappens; auf dem linken Helm mit schwarz-goldenen Decken drei natürliche Pfauenfedern mit 18 Augen zwischen zwei halben roten Rädern (Plessen). Als Schildhalter ein gekrönter schwarzer Rabe mit einem goldenen Ring im Schnabel und ein zweischwänziger schwarzer Stier, beide widersehend.
- Wappen (1787): gespalten, rechts das Stammwappen, links in Silber ein rotes Gitter aus 5 spitzen Pfählen (Levetzau). Zwei Helme: rechts der Helm des Stammwappens; links mit rot-silbernen Decken das halbe, hier querliegende Schildbild vor fünf abwechselnd rot und blauen Pfauenfedern (Levetzau).

## Historische Wappenbilder

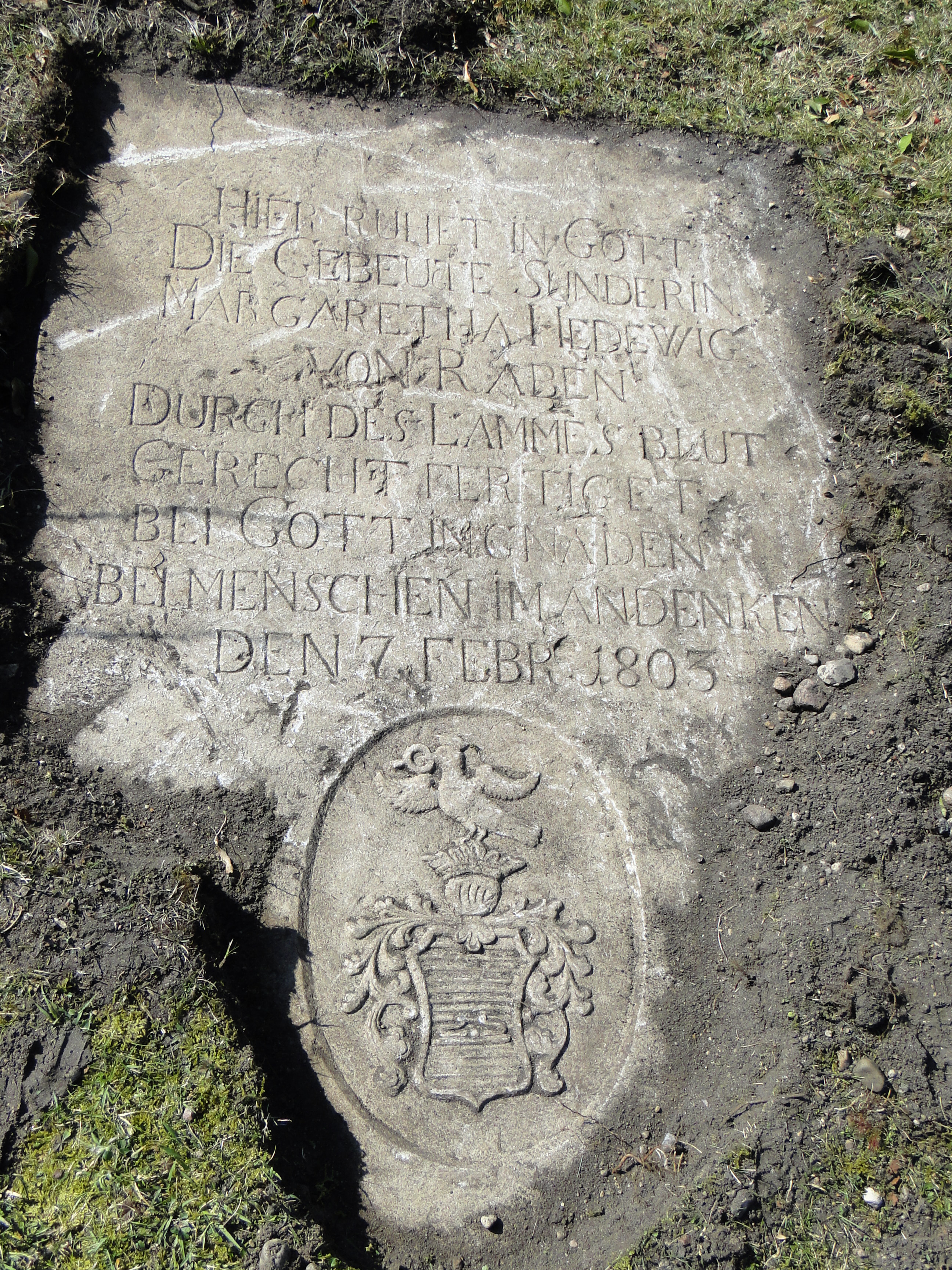
Grabplatte von Margaretha Hedewig von Raben in Dobbertin
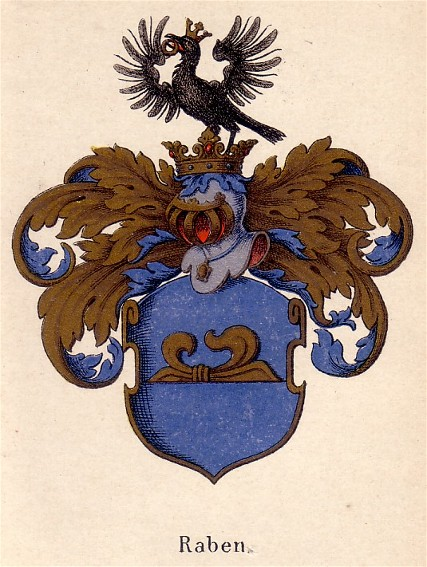
Wappen der Raben in Danmarks Adels Aarbog 1896
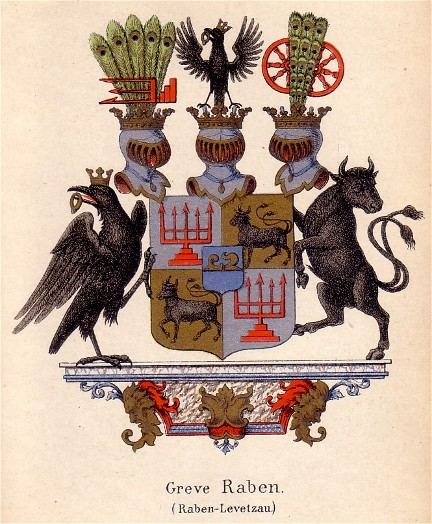
Gräfliches Wappen Raben-Levetzau

## Bekannte Familienmitglieder

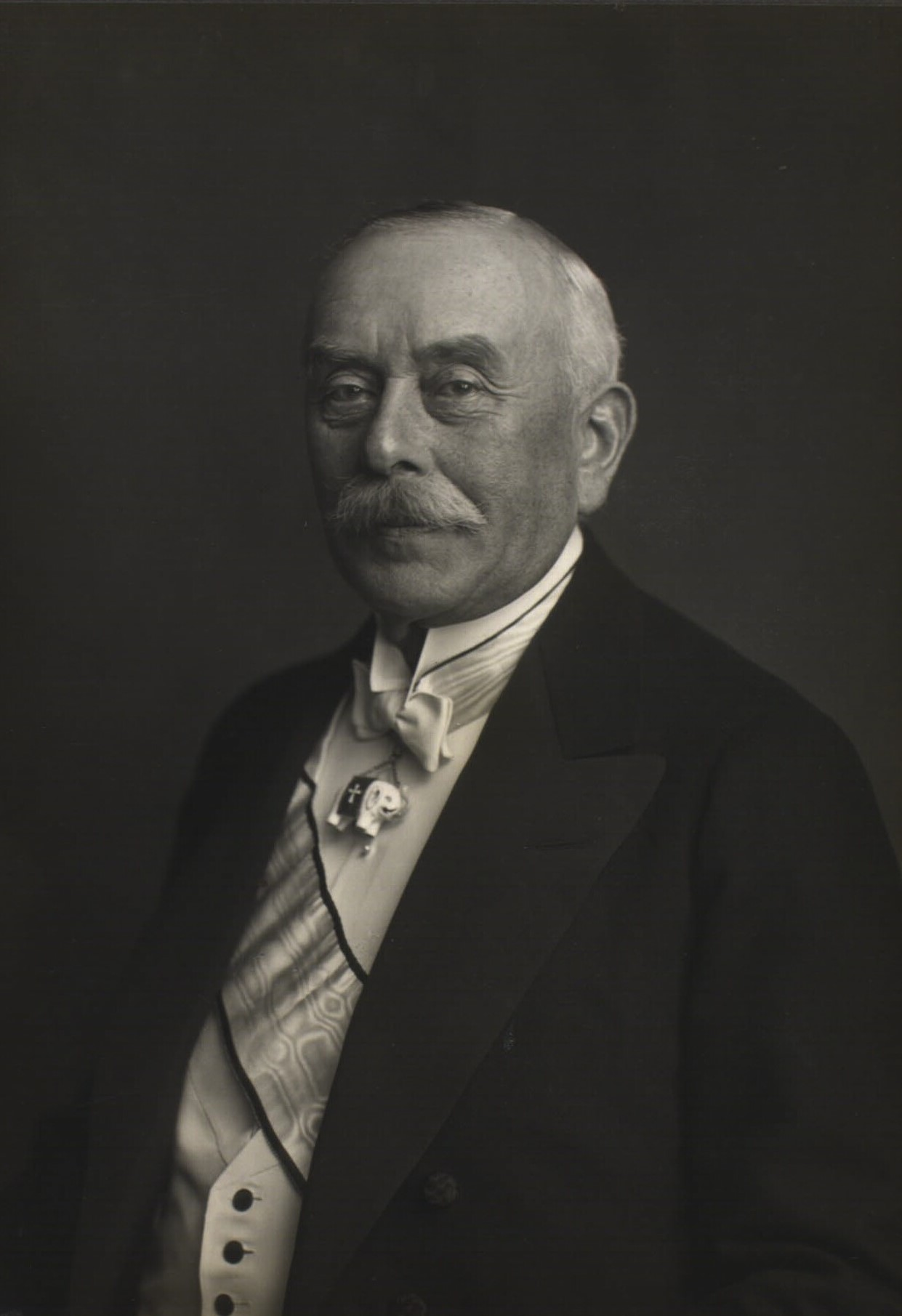
Lehnsgraf Frederik Raben-Levetzau (1850–1933), dänischer Außenminister

- Engelbrecht Raben, 1387–1392 Ordensmarschall des Deutschen Ordens[2]
- David von Raben (* um 1600), wahrscheinlich ein deutscher Hofbeamter
- Frederik Raben-Levetzau (1850–1933), 1905 bis 1908 dänischer Außenminister
- Ernst von Raben (1877–1924), württembergischer Offizier sowie Offizier der Schutztruppe Kamerun
- Jens Raben (1880–1960), dänischer Archäologe und Museumsdirektor